# Strymon rufofusca
Espèce
Strymon rufofusca est une espèce d'insectes lépidoptères - ou papillons de la famille des Lycaenidae, sous-famille des Theclinae et du genre Strymon.

## Dénomination
Strymon rufofusca a été décrit par William Chapman Hewitson  en 1877, sous le nom initial de Thecla rufo-fusca .

### Noms vernaculaires
Strymon rufofusca se nomme Reddish Hairstreak ou Red-crescent Scrub-Hairstreak en anglais,.

## Description
Strymon rufofusca est un petit papillon d'une envergure de 25 mm à 29 mm, avec une fine queue à chaque aile postérieure.
Le dessus est marron marron doré avec un ocelle orange taché de marron près de la queue.
Le revers est beige doré orné d'une fine ligne marginale rouge et d'une ligne de chevrons rouge avec entre une ligne de discrets chevrons beige. Aux ailes postérieures un discret ocelle orange pâle près de la queue et un en position anale complètent l'ornementation.

## Biologie
Strymon rufofusca vole toute l'année en zone tropicale, de juillet à octobre, parfois décembre dans le sud du Texas.

### Plantes hôtes
Malvastrum coromandelianum est une plante hôte de sa chenille.

## Écologie et distribution
Strymon rufofusca est présent dans le sud du Texas, en Colombie, en Bolivie, au Pérou, au Brésil, en Argentine et à la Martinique,.

### Biotope
Strymon rufofusca réside dans les prairies et dans les champs.

### Protection
Pas de statut de protection particulier.